# Migdalej Atidim

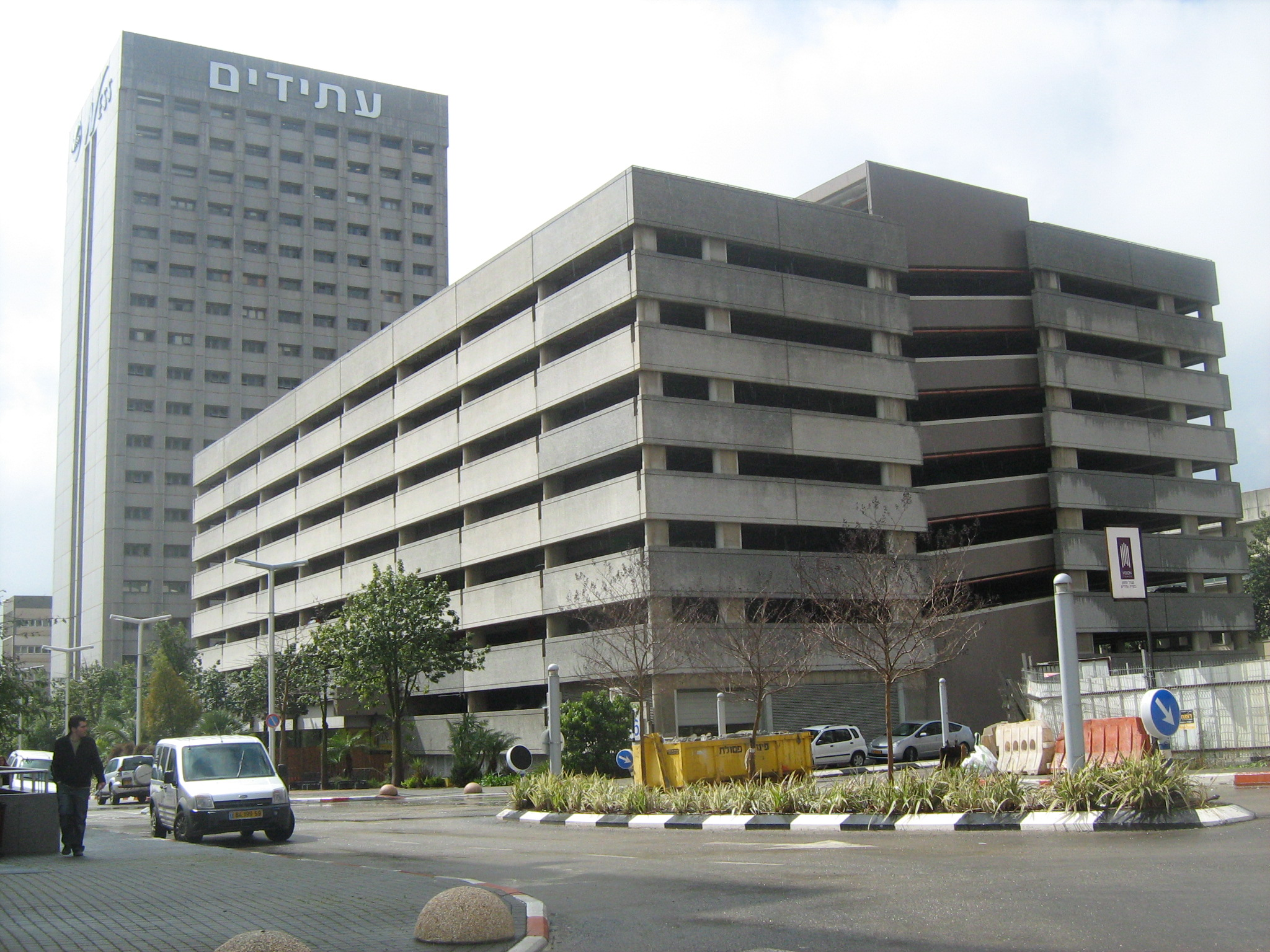
Výšková zástavba v Kirjat Atidim

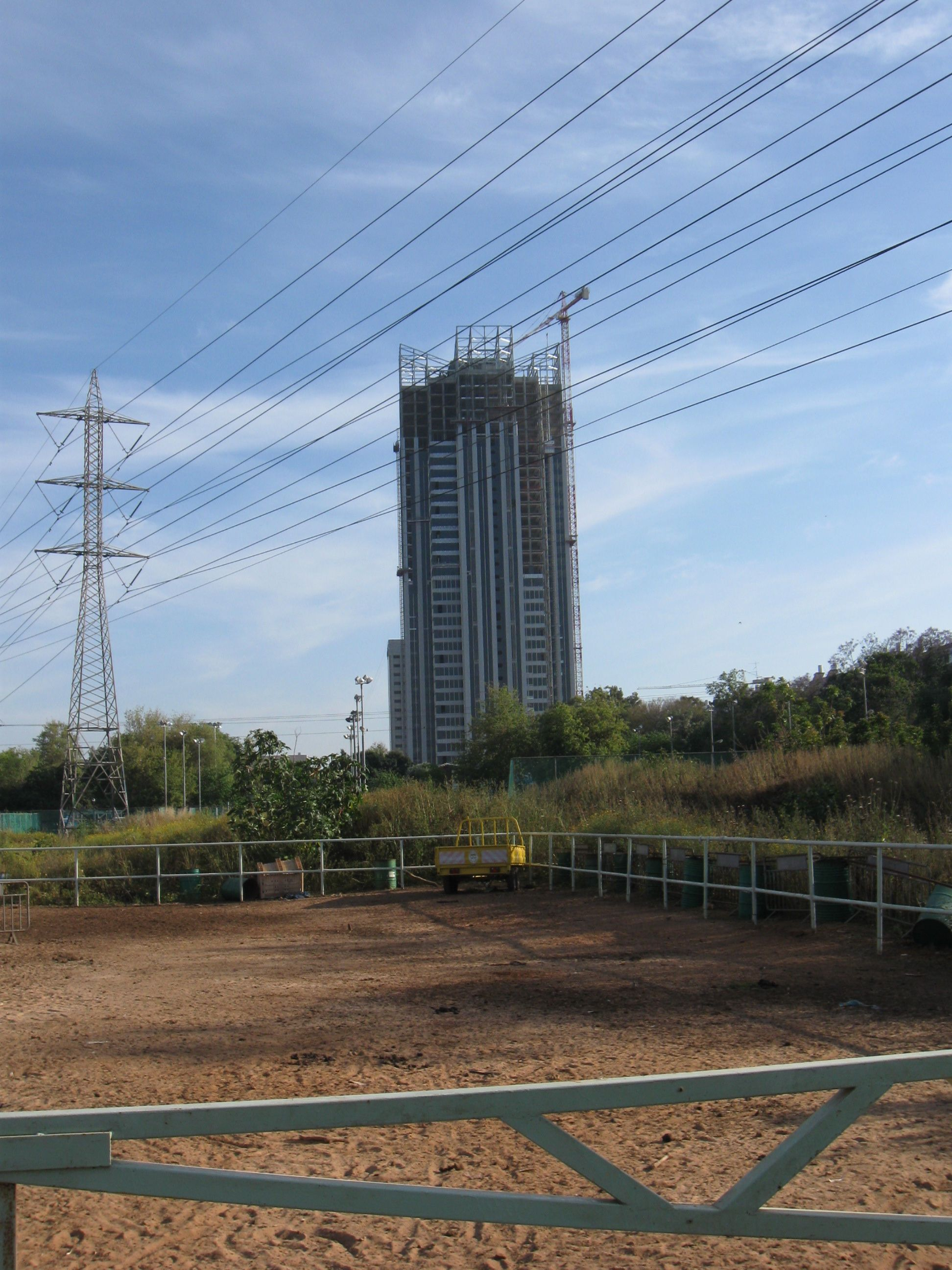
Rozestavěný mrakodrap Migdal ha-Chazon v Kirjat Atidim

Migdalej Atidim (hebrejsky: מגדלי עתידים, doslova Věže budoucnosti, anglicky: Atidim Towers) je soubor výškových budov v průmyslové zóně Kirjat Atidim v severovýchodní části Tel Avivu v Izraeli.

## Geografie
Leží na severovýchodním okraji Tel Avivu, cca 5,5 kilometru od pobřeží Středozemního moře, nedaleko severního břehu řeky Jarkon, v nadmořské výšce cca 20 metrů.

## Popis budov
Vznikaly postupně v souvislosti s rozvojem průmyslové zóny Kirjat Atidim založené roku 1972. Nejvyšší stavbou je mrakodrap Migdal ha-Chazon (Vision Tower), jinak Migdal Atidim 8, dokončený roku 2010, který má výšku 149,8 metru.